# Weilheim (Tübingen)
Weilheim ist ein Stadtteil der baden-württembergischen Universitätsstadt Tübingen. Er liegt südwestlich der Innenstadt.

## Lage
Im Neckartal, 3 km südwestlich der Kernstadt, liegt Weilheim an der Bahnstrecke Plochingen–Immendingen und an der L 370 Tübingen–Rottenburg am Neckar. Zum Stadtteil Weilheim gehören auch die nahe gelegenen Ortsteile Kreßbach und Eck auf der Hochebene des Rammerts. Weilheim liegt in einer Höhe von 333 m über NHN.

## Geschichte

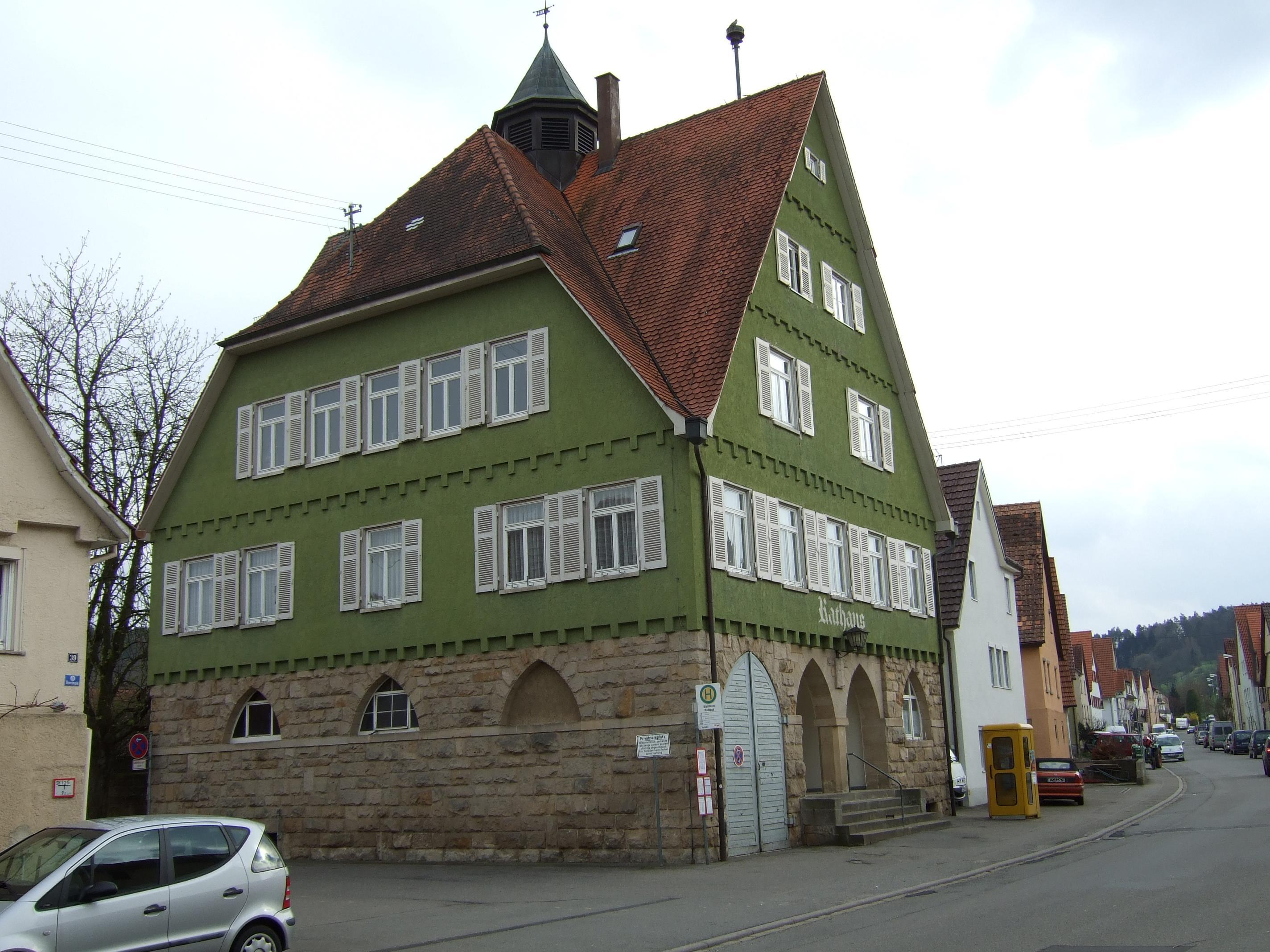
Rathaus in Weilheim

Der Stadtteil Weilheim ist sicher um einiges älter als 900 Jahre. Sein Name lässt – wie bei anderen „Weil“ oder „Heim“-Orten – auf eine Entstehung spätestens im 7. Jahrhundert schließen. Die erste schriftliche Erwähnung als „Wilon“ erfolgte um 1090, als der Graf Liutold von Achalm hier dem Kloster Zwiefalten eine Schenkung machte. Deshalb wurde auch 1991 das 900-jährige Jubiläum gefeiert.
Im Zusammenhang mit der Grundausstattung des Klosters Zwiefalten wird die Weilheimer Kirche und damit das Dorf erstmals schriftlich erwähnt. Der Ort gehörte zunächst in den Einflussbereich der Grafen zu Tübingen und kam später an Württemberg. Seit der Mitte des 15. Jahrhunderts gehörte Weilheim zum Amt Tübingen, später zum Oberamt Tübingen bzw. zum Kreis Tübingen.

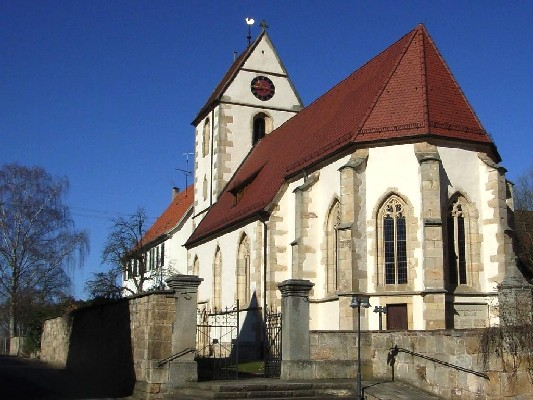
Nikomedeskirche in Weilheim

Das Patronat der Nikomedeskirche in Weilheim lag von 1441 bis zur Säkularisation 1806 beim Tübinger Spital. In den Jahren 1499 bis 1521 wurde die Kirche auf den Fundamenten ihrer Vorgängerin in ihrer heutigen Form als spätgotische Hallenkirche mit einem 5/8-Chor und einem massiven Turm mit Satteldach neu errichtet. Eine Besonderheit ist der Namenspatron Nikomedes – in Württemberg gibt es nur in Hildrizhausen eine weitere Nikomedeskirche. Unklar ist dabei, ob es sich dabei um den Nikomedes handelt, der im ersten Jahrhundert in Rom als Märtyrer zu Tode kam oder um den Bischof in Nikomedien, der 303 bei einer Christenverfolgung ums Leben kam.
Bedeutung für die Tübinger Studenten erlangte das im 18. Jahrhundert an der Straße zwischen Tübingen und Rottenburg in Weilheim erbaute Neuwirtshaus, welches auch als Weilheimer Kneiple bekannt wurde, da dieses mit seinem Fechtboden außerhalb der akademischen Gerichtsbarkeit der Tübinger Universität lag.
Im 19. Jahrhundert wurden die auf der Hochebene des Rammerts liegenden früheren Ortschaften Eckhof und Kreßbach, die mittlerweile nur noch Weiler oder Hofgüter waren, in Weilheim eingemeindet.
Am 1. August 1971 wurde Weilheim nach Tübingen eingemeindet.

## Wappen
Das Ortswappen Weilheims zeigt auf blauem Grund eine gestürzte silberne Pflugschar, darüber ein silbernes Schildhaupt, welches mit einer rechtshin liegenden blauen Hirschstange belegt ist.

## Persönlichkeiten
Ritter Friedrich von Weilheim genannt Usel war ein Ministeriale der Pfalzgrafen von Tübingen. Er wurde 1289 durch den Pfalzgrafen Eberhard von Tübingen und seinen Bruder Rudolf von Tübingen dem Kloster Bebenhausen als Gewährschaftsbürge für den Verkauf ihrer Weinberge in Jesingen und anderer Ländereien verpflichtet.
Im Pfarrhaus in Weilheim lebte 1920 als Theologiestudent Paul Schneider, der später als „Prediger von Buchenwald“ bekannt wurde. Hier lernte er die Tochter des Weilheimer Pfarrers Dieterich kennen und heiratete sie 1926 in der Weilheimer Kirche.